# Автомагистрала А25 (Гърция)
Автомагистрала 25 в Гърция свързва Солун с граничния контролно-пропускателен пункт Промахон на българската граница през Сяр. Магистралата е продължение на българската автомагистрала „Струма“ на гръцка територия и се намира изцяло в областта Македония. Дължината ѝ е 99 km. Стойността на целия проект възлиза на 465 милиона евро. Официално е завършена на 2 юни 2017 г.
Автомагистралата прави връзка с А2.